# Colwell (Iowa)
Pour les articles homonymes, voir Colwell.
Colwell est une ville du comté de Floyd, en Iowa, aux États-Unis. Elle est incorporée le 27 septembre 1921.

## Démographie
D'après le recensement de 2020, la population totale de Colwell s'élevait à 55 habitants.

## Source de la traduction
- (en) Cet article est partiellement ou en totalité issu de l’article de Wikipédia en anglais intitulé « Colwell, Iowa » (voir la liste des auteurs).